# باستین استریتزل
باستین استریتزل (انگلیسی: Bastian Strietzel؛ زادهٔ ۱۹ ژوئن ۱۹۹۸) بازیکن فوتبال اهل آلمان است.